# NGC 6066
NGC 6066 is een spiraalvormig sterrenstelsel in het sterrenbeeld Slang. Het hemelobject werd op 19 juni 1887 ontdekt door de Amerikaanse astronoom Lewis A. Swift.

## Synoniemen
- ZWG 79.54
- NPM1G +14.0440
- PGC 57230